# Bohumil Kobliha
Bohumil Kobliha (1931 Praha – 24. červen 2015 Londýn) byl český spisovatel a publicista, představitel českého protikomunistického exilu.

## Život
V roce 1945 se jako čtrnáctiletý aktivně zúčastnil pražského povstání, později vystudoval České vysoké učení technické v Praze. Po okupaci Československa v roce 1968 emigroval, od roku 1969 žil v Londýně. Pracoval i v Saúdské Arábii a v Indii a přednášel na vysoké škole v zambijské Lusace.
Bohumil Kobliha se i v emigraci vyjadřoval k současnému politickému dění a napsal mnoho textů, mimo jiné i knihy Šest dní, kdy národ věděl, která pojednává o Pražském povstání a vychází z Koblihových zápisků pořízených během povstání.